# شلدون ون در لینده
شلدون ون در لینده زادهٔ ۱۳ مهٔ ۱۹۹۹) راننده خودروی مسابقه‌ای اهل آفریقای جنوبی است. او از سال ۲۰۱۹ در مسابقات دی‌تی‌ام شرکت می کند و اولین عنوان قهرمانی خود را در سال ۲۰۲۲ به دست آورد.

## حرفه ورزشی
ون در لینده حرفه کاری خود را در سن شش سالگی با مسابقات کارتینگ در زادگاهش آفریقای جنوبی آغاز کرد. او پیش از رفتن به مسابقات اتومبیلرانی در سال ۲۰۱۴، چندین عناوین ملی را به دست آورد.

ون در لینده در اولین فصل خود در مسابقات اتومبیل رانی قهرمانی جام پولو آفریقای جنوبی قهرمانی این مسابقات را با اختلاف بسیار به دست آورد. او سال بعد جام قهرمان فولکس واگن آفریقای جنوبی نیز شد.
در سال ۲۰۱۶، ون در لینده در جام تی‌تی آئودی اسپورت، یکی از کلاس های پشتیبان مسابقات دی‌تی‌ام شرکت کرد. او با پیروزی در هر دو مسابقه افتتاحیه فصل در پیست هوکنهایمرینگ، تاثیر خوبی بر روی ورود خود به مسابقات اصلی دی‌تی‌ام گذاشت. با به دست اوردن سکوهای متعدد و همچنین دو برد، ون در لینده در اولین فصل خود در مقام چهارم جای گرفت. پس از این مسابقات، او در سری مسابقات قهرمانی خودروهای ورزشی ایمسا، آداک جی‌تی‌ مسترز شرکت کرده است.

### ورود به دی‌تی‌ام

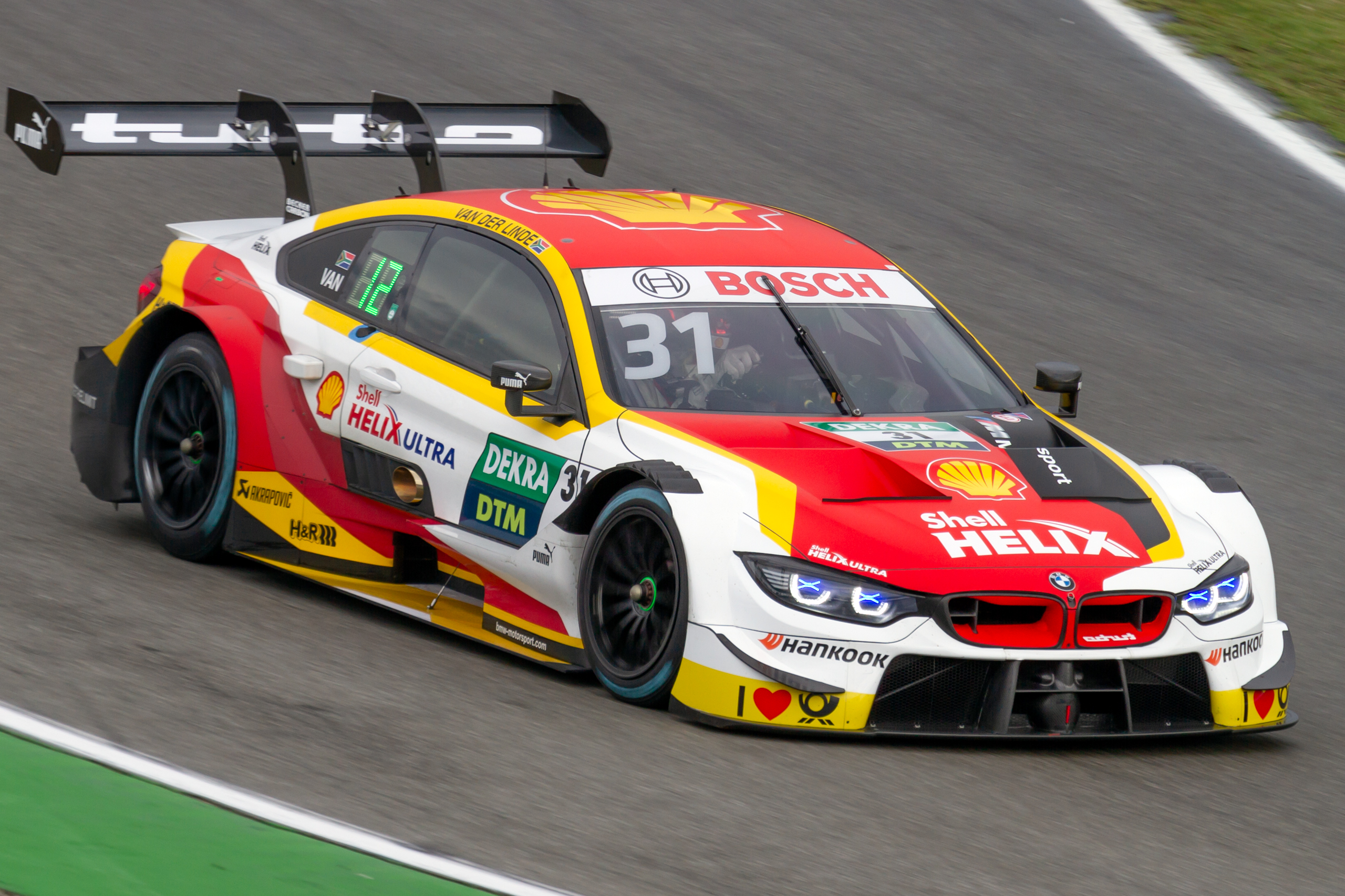
اولین مسابقه شلدون ون در لینده در مسابقات دی‌تی‌ام فصل ۲۰۱۹

#### ۲۰۱۹
در ژانویه ۲۰۱۹، اعلام شد که ون در لینده برای بی‌ام‌و تیم بی‌آر‌ام در فصل دی‌تی‌ام ۲۰۱۹ رانندگی خواهد کرد. به همین دلیل او تبدیل به اولین راننده آفریقای جنوبی شد که در این مسابقات حضور پیدا می کند. 
او در پیست زولدر، پول پوزیشن مسابقه را کسب کرد و در انتهای فصل با ۱۹ امتیاز کمتر نسبت به هم تیمی خود جوئل اریکسون در رده سیزدهم جدول رده بندی قرار گرفت.

### ۲۰۲۰
ون در لینده برای فصل ۲۰۲۰ همراه با فیلیپ انج در تیم بی‌آر‌اِم قرار گرفت. ون در لینده این فصل را با عملکردی بهتر شروع کرد و اولین سکوی خود را در مسابقات دی‌تی‌ام را در مسابقه دوم در لوسیتزرینگ به دست آورد. این راننده اهل آفریقای جنوبی با پیروزی در مسابقه دوم آسن به پیروزی رسید و سریعترین دور مسابقه را نیز ثبت کرد. یک فصل با ثبات و عملکرد خوب به ون در لینده کمک کرد تا به مقام ششمی در مسابقات دی‌تی‌ام دست پیدا کند و به عنوان دومین راننده برتر بی‌ام‌و فصل را به پایان برساند.

### فرمول ای
ون در لینده در طول فصل ۲۰۲۰–۲۱ به عنوان راننده ذخیره برای تیم بی‌ام‌و آی آندرتی موتوراسپورت فعالیت میکرد.

در آوریل ۲۰۲۳، ون در لینده اولین مسابقه خود را در مسابقات فرمول ئی با خودرو تیم جگوار تی‌سی‌اس ریسینگ در طول تست های تازه کاران در برلین انجام داد. 
او همچنین بعداً در تست های رانندگان تازه کار با این تیم در روم  شرکت کرد.
ون در لینده همچنین با این تیم در تست های رانندگان تازه کار در تست های پیست جهانی مارکو سیمونچلی میسانو و برلین شرکت کرد.